# 陳其鋼
陳其鋼（チェン・チーガン, Chen Qi-gang , 1951年 上海 - ）は、中国出身の作曲家。1984年以降はフランスに住み、1992年にはフランス国籍を取得した。

## 経歴
陳其鋼は画家の家に生まれ、文化大革命の間、家族の何人かは労改（労働改造所）に送られた。陳其鋼自身はイデオロギー再教育のためのキャンプに送られた。
1977年（文化大革命の終わる年）に北京の中央音楽院に入学し、33歳（1984年）の時に海外留学の許可を得てパリに渡り、そこで1988年までオリヴィエ・メシアンの弟子となる。現在では国際的に名を知られる作曲家となり、いくつかの賞も受賞している。

## 作曲作品
代表作に、チェロとオーケストラのための『失われた時の反映（Reflet d'un temps disparu）』（1995年 - 1996年）、『五行（Wu Xing / Les 5 éléments）』（1999年）、女声3声と3つの中国古典楽器とグランド・オーケストラの組曲『ヴェールを取られたイリス（Iris dévoilée）』（2001年）、などがある。